# Mathieu Barrau
Pas d'image ? Cliquez ici

a Compétitions nationales et continentales officielles uniquement.

b Matchs officiels uniquement.
Dernière mise à jour le 27 novembre 2021.
Mathieu Barrau (né le 3 septembre 1977 à Beaumont-de-Lomagne) est un joueur français de rugby à XV.

## Biographie
Mathieu Barrau a joué avec l'équipe de France en évoluant au poste de demi de mêlée (1,73 m pour 79 kg). Il est le fils de Pierre Barrau, troisième ligne du Stade beaumontois et le neveu de Max Barrau et Michel Barrau, anciens internationaux aux postes, respectivement, de demi de mêlée et arrière ou demi d'ouverture.

## Carrière de joueur

### En club
- Jusqu'en 1995 Stade Beaumontois
- 1995-1997: Stade toulousain
- 1997-1999 : USA Perpignan
- 1999-2005 : SU Agen
- 2005-2006 : Castres olympique
- 2006-2009 : SU Agen

Il a disputé 32 matchs en compétitions européennes, dont 16 matchs en Coupe d'Europe de rugby avec Perpignan, Agen et Castres, et 16 matchs en Challenge européen avec Perpignan et Castres.

### En équipe nationale
Il a disputé son premier test match le 3 juillet 2004 contre l'équipe des États-Unis, et le dernier contre l'équipe de Nouvelle-Zélande, le 27 novembre 2004.

## Palmarès

### En club
- Championnat de France de rugby à XV :
  - Finaliste (2) : 1998 et 2002

### En équipe nationale
- Sélections en équipe nationale : 3
- 1 essai, 5 points